# Keetie van Oosten-Hage
Cornelia "Keetie" Hage, coneguda amb el nom de casada per Keetie van Oosten-Hage (Sint-Maartensdijk, Tholen, 21 d'agost de 1949) va una ciclista neerlandesa, guanyadora de sis campionats mundials i nombrosos campionats nacionals.
Va combinar el ciclisme en pista amb la carretera. Des del 1966 fins al 1979, va obtenir vuit medalles, dues d'elles d'or al Campionat del món en ruta; i deu medalles més, incloent tres ors, al Campionat del món de Persecució. També va batre el Rècord de l'hora l'any 1973 a Múnic amb una marca de 43,082 km/h.
Les seves germanes Bella, Heleen i Ciska també es van dedicar al ciclisme, així com el seu nebot Jan van Velzen.

## Palmarès en ruta
- 1968
  -  Campiona del món en ruta
- 1969
  -  Campiona dels Països Baixos en ruta
- 1970
  -  Campiona dels Països Baixos en ruta
- 1971
  -  Campiona dels Països Baixos en ruta
- 1972
  -  Campiona dels Països Baixos en ruta
- 1973
  -  Campiona dels Països Baixos en ruta
- 1974
  -  Campiona dels Països Baixos en ruta
- 1975
  -  Campiona dels Països Baixos en ruta
- 1976
  -  Campiona del món en ruta
  -  Campiona dels Països Baixos en ruta
- 1978
  -  Campiona dels Països Baixos en ruta
  - 1a al Red Zinger Classic
- 1979
  - 1a al Coors Classic

## Palmarès en pista
- 1966
  -  Campiona dels Països Baixos en Persecució
- 1967
  -  Campiona dels Països Baixos en Persecució
- 1968
  -  Campiona dels Països Baixos en Persecució
- 1969
  -  Campiona dels Països Baixos en Persecució
- 1970
  -  Campiona dels Països Baixos en Persecució
- 1971
  -  Campiona dels Països Baixos en Persecució
- 1972
  -  Campiona dels Països Baixos en Persecució
- 1973
  -  Campiona dels Països Baixos en Persecució
- 1974
  -  Campiona dels Països Baixos en Persecució
- 1975
  -  Campiona del món en Persecució
  -  Campiona dels Països Baixos en Persecució
- 1976
  -  Campiona del món en Persecució
  -  Campiona dels Països Baixos en Persecució
- 1977
  -  Campiona dels Països Baixos en Persecució
- 1978
  -  Campiona del món en Persecució
- 1979
  -  Campiona del món en Persecució
  -  Campiona dels Països Baixos en Òmnium